# Vandaalse Rijk
Het Vandaalse Rijk of Vandalenrijk (Latijn: Regnum Vandalorum) was het vroegere koninkrijk van de Vandalen in Noord-Afrika. Dit rijk werd gesticht door koning Geiserik omstreeks 435 nadat deze het gebied van de Romeinen afhandig had gemaakt. Van hieruit onderwierpen de Vandalen Sicilië, Sardinië, Corsica en de Balearen. De Vandaalse vorsten resideerden in Carthago. Bijna een eeuw lang vormden zij een belangrijke macht in het Middellandse Zeegebied. Het koninkrijk werd veroverd door de Byzantijnen in de Vandaalse Oorlog.

## Grote Volksverhuizing
In december 406 vielen de Vandalen vanuit het vrije Germanië de Romeinse provincie Gallië binnen. Samen met de Alanen en Sueven trokken zij verder naar het zuiden, onderweg de rijke Romeinse landgoederen en steden plunderend. In oktober 409 bereikten zij Spanje, waar zij aanvankelijk in het Noordoosten verbleven en hun rooftochten voortzetten. Het Romeinse leger was niet in staat om hen te verdrijven en daarom werden er zogenaamde foederati-verdragen met hen gesloten (411). 
De Vandaalse Silingen viel de welvarende provincie Hispania Baetica (de huidige autonome regio Andalusië in Zuid-Spanje) toe. De Alanen verkregen Lusitanië (het huidige Portugal) en de Vandaalse Hasdingen en Sueven moesten het eens worden in Galicië, het noordwesten van Spanje.

## Verovering van Afrika
Aanvankelijk zag het ernaar uit dat de nieuwkomers zich blijvend in Spanje konden vestigen, maar de komst van de Visigoten in 415 maakte hier een einde aan. De Visigoten, die zeer talrijk waren en het rijke gebied voor zichzelf wilden 'reserveren', bleven militaire druk uitoefenen op de Vandalen. Met hulp van comes Bonifatius kon Genserik met de resterende (ongeveer 80.000) Vandalen de oversteek maken naar Tanger in 429. De bedoeling van Bonifatius was om de Vandalen in Mauretania te houden, maar zodra zij over Straat van Gibraltar waren, wezen ze elke vorm van controle af en marcheerden ze al plunderend oostwaarts, richting Carthago. Ze trokken langs de kuststroken van dit gebied oostwaarts waarbij ze de kuststeden veroverden. Bij de belegering van Hippo Regius kwam ook de bekende bisschop en theoloog Augustinus van Hippo om het leven.

## Vandaalse Rijk
In 435 sloot Genserik met de Romeinen een verdrag, waarbij hij als foederati ('bondgenoten') kon heersen over de welvarende Romeinse provincies Mauretania Tingitana, Mauretania Caesariensis en Numidië.
In 439 blies Genserik het akkoord op en veroverde de grootste stad van Noord-Afrika, Carthago (in het huidige Tunesië), het tweede centrum van Romeinse cultuur en de tarweschuur die grotendeels Italië van voedsel voorzag. Ze hadden door een krijgslist de stad vrijwel ongeschonden in handen gekregen maar belangrijker was dat ze eveneens de Romeinse vloot van de stad vrijwel intact konden overnemen, die deze stad als basis had. Hier vestigden ze zich, bouwden snel de veroverde vloot uit tot een geduchte macht en hielden zich gedurende de volgende eeuw voornamelijk met piraterij bezig op de Middellandse Zee. De Vandalen namen al spoedig de luxueuze levenswijze van de Romeinse elite over. Voor de lagere klassen van de Romeinse bevolking veranderde er niet veel: alleen de 'meesters' waren nu de 'barbaren uit het Noorden'. Daarbij vrijwaarden dezen wel het culturele erfgoed aldaar, in tegenstelling tot wat hun naam doorgaans oproept. 
In 440 onderwierpen de Vandalen, Sicilië, Sardinië, Corsica en de Balearen zodat hun rijk ten slotte wel enige gelijkenis vertoonde met het oude rijk van de Carthaagse Feniciërs. Ook tijdgenoten zagen deze overeenkomst en schreven dat de dagen van de Punische oorlogen weergekeerd waren en 'Rome' weer in oorlog was met 'Carthago'.
In 455 plunderden de Vandaalse 'Carthagers' zelfs Rome (wat de Punische Carthagers nooit gelukt is) waarbij ze alles van waarde wegsleepten wat de Visigoten bij hun eerdere plundering van de stad in 410 nog overgelaten hadden. Zelfs de met bladgoud bedekte koepels van officiële gebouwen, zoals die van het Pantheon, werden helemaal gestript. Oost-Romeinse strafexpedities om hen te verslaan haalden niets uit. Bijna een eeuw lang bleven de Vandalen een belangrijke macht in het Middellandse Zeegebied.
De Vandalen stonden ook bekend als fanatieke aanhangers van het ariaanse christendom. Tijdens het bewind van koning Hunerik (477-484) zouden de katholieke christenen door hem ernstig vervolgd worden. Tijdens een eigenhandig door hem georganiseerd concilie verklaarde hij het katholicisme tot een ketters geloof. Overigens was deze koning niet alleen meedogenloos ten opzichte van de katholieken, maar ook zijn eigen familie moest het ontgelden. Gedurende zijn bewind liet Hunerik veel leden van de Asdingse dynastie vermoorden.
Onder koning Geiserik (428-477) hadden de Vandalen het toppunt van hun macht bereikt. Onder zijn opvolgers zou hun koninkrijk langzamerhand aan betekenis inboeten. Niettemin zou het nog tot 533 duren voordat zij door de Oost-Romeinse troepen onder leiding van de Byzantijnse generaal Belisarius vernietigend verslagen werden in de Slag bij Ad decimum en de Slag bij Tricameron, beide in de omgeving van Carthago. Hierna verdwenen de Vandalen van het toneel: de overwonnen Vandalen assimileerden zich met de omringende bevolking.

## Bevolking

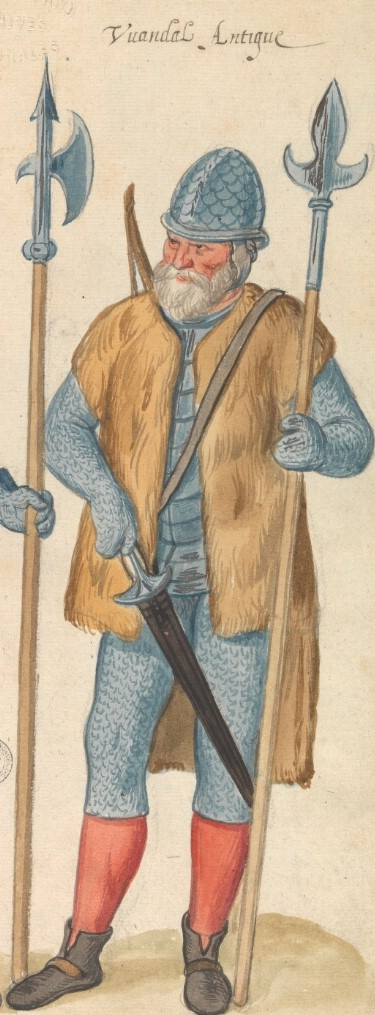
Zestiende-eeuwse perceptie van de Vandalen, geïllustreerd in het kostuumboek "Théâtre de tous les peuples et nations de la terre avec leurs habits et ornemens divers, tant anciens que modernes, diligemment depeints au naturel". Gemaakt door Lucas d'Heere in de 2e helft van de 16e eeuw. Bewaard in de Universiteitsbibliotheek Gent.

De bevolking van het Vaandaalse Rijk bestond voor het grootste deel uit Romeinen,  geromaniseerde Berbers en Puniërs en diverse groepen Germanen, voornamelijk Vandalen, Sueven en Alanen.
De Vandalen waren minder talrijk dan de Gotische volken. Anders dan de Visigoten die voornamelijk in eigen nederzettingen woonden, woonden de Vandalen in de steden en op grote woonboerderijen en villa's verspreid op het platteland. Na de verovering van de Afrikaanse provincies op de Romeinen hadden ze zich grote stukken grond toegeëigend, en de oorspronkelijke eigenaren verjaagd. Als de nieuwe grootgrondbezitters vormden zij de bovenlaag van de bevolking. 

### Steden
Carthago was de grootste stad en hoofdstad. Andere grote steden waren Hadrumetum, de hoofdstad van Byzacena (tegenwoordig Sousse, in Tunesië) en Hippo Regius (tegenwoordig Annaba in Algerije).

### Taal
De voertaal was Vulgair Latijn en Vandaals.

### Religie
De Romeinse bevolking was voornamelijk katholiek christelijk. De Germaanse onderdanen hingen voor het merendeel de Ariaanse variant aan.